# A Bái
A Bái (tiếng Mãn: ᠠᠪᠠᡳ, chuyển tả: Abai, chữ Hán: 阿拜, bính âm: Ābài, 8 tháng 9 năm 1585 – 14 tháng 3 năm 1648) là một nhà quân sự và Hoàng tử có ảnh hưởng khá lớn trong thời kì đầu nhà Thanh. Ông trải qua ba đời quân chủ là Thanh Thái Tổ, Thanh Thái Tông và Thanh Thế Tổ. Ông thuộc Chính Lam kỳ đệ lục tộc.

## Cuộc sống
A Bái sinh vào ngày 15 tháng 8 (âm lịch) năm Minh Vạn Lịch thứ 13 (1585). Ông là con trai thứ ba của Nỗ Nhĩ Cáp Xích, mẹ là Thứ phi Triệu Giai thị, con gái của Lạc Khắc Đạt (喇克達).
Năm Thiên Mệnh thứ 10 (1625), cùng với em trai Tháp Bái (塔拜), Ba Bố Thái (巴布泰) thảo phạt Đông hải Nữ Chân Hô Nhĩ Cáp bộ, bắt giữ được hơn 1500 hộ. Khi ông trở lại, được Nỗ Nhĩ Cáp Xích xuất thành nghênh đón, và thụ phong Ngưu Lục Chương Kinh. Năm Thiên Thông thứ 8 (1634), ông thụ phong Mai Lặc Ngạch Chân. Năm Sùng Đức thứ 3 (1638), ông được bổ nhiệm làm Thừa chính của Lại bộ. Năm thứ 4 (1639), được phong làm Tam đẳng Trấn quốc Tướng quân. Năm thứ 6 (1641), chịu trách nhiệm đóng quân trấn giữ Cẩm Châu. Năm thứ 8 (1643), với lý do tuổi già, ông bị bãi miễn chức vụ Thừa Chính.
Năm Thuận Trị thứ 4 (1647), tiến phong Nhị đẳng Trấn quốc Tướng quân. Năm thứ 5 (1648), ông bệnh mất vào ngày 21 tháng 2, thọ 64 tuổi. Vào tháng 5 năm Thuận Trị thứ 10 (1653), triều đình truy phong ông làm Trấn quốc công, thuỵ hiệu "Cần Mẫn" (勤敏).

## Gia quyến

### Thê thiếp
- Nguyên phối: Tha Tháp Lạp thị, con gái của Tá lĩnh Thác Bố (佐领 托布).
- Kế thất: Đông Giai thị, con gái của Thượng thư Mông A Đồ (尚书 蒙阿图).
- Thiếp: Cáp Đạt Nạp Lạt thị, con gái của Phúc Lộc (福禄).

### Hậu duệ
A Bái có bảy người con trai, trong đó có ba người có tước vị, Củng An thừa tập tước vị Tam đẳng Trấn quốc Tướng quân của A Bái, sau tiến phong Phụ quốc công. Can Đồ và Hạo Thiện đều được phong Phụ quốc công. Hậu duệ của Củng An và Hạo Thiện đều thế tập Phụng ân Tướng quân.
1. Tịch Đặc Khố (席特库, 1612 – 1677), mẹ là Tha Tháp Lạp thị, Chính Lam kỳ đệ thập nhất tộc. Sơ phong Phụng quốc Tướng quân, sau bị cách tước (1641). Năm 1645 được phong Trấn quốc Tướng quân, sau tấn Trấn quốc công (1649). Năm 1650 bị hàng tước xuống Trấn quốc Tướng quân.
  - Thê thiếp
    1. Đích thê: Y Nhĩ Căn Giác La thị, con gái Khô Tích Tha (枯锡他).
    2. Kế thê: Y Nhĩ Căn Giác La thị, con gái Nam Vĩnh Thuận (男永顺).
    3. Tam thú thê: Nạp Lạt thị, con gái Tô Ba Tích Thái (苏巴锡泰).

  - Hậu duệ
    1. Tinh Anh (星英, 1627 – 1645). Mất sớm, vô tự.
    2. Năng Ngạch Lý (能額理, 1632 – 1673), năm 1649 được phong Phụng ân Tướng quân. Có 1 con trai
    3. Anh Ngạch Lý (英額理, 1633 – 1683), năm 1649 được phong Tam đẳng Phụ quốc Tướng quân, sau thăng Phụ quốc công (1651). Có 4 con trai.
    4. Anh Cách Nghi (英格宜, 1635 – 1695), năm 1649 được phong Tam đẳng Phụ quốc Tướng quân, sau thăng Phụ quốc công (1651). Có 4 con trai
    5. Năng Cách Nghi (能格宜, 1638 – 1646), chết yểu.
    6. Nhan Đồ (顏圖, 1656 – 1660), chết yểu.
2. Nữu Vọng Giám (钮望鉴, 1614 – 1628), mẹ là Tha Tháp Lạp thị, vô tử nữ.
3. Phí Nhã Tam (費雅三, 1621 – 1646), mẹ là Tha Tháp Lạp thị. Năm 1645 được phong Phụng ân Tướng quân. Có 2 con trai
  - Đích thê: Đông Giai thị, con gái Bố Tô (布苏).
  - Hậu duệ:
    1. Quý Nhã Đạt (費雅達, 1637 – 1645), chết yểu.
    2. Ái Đạt (愛達, 1639 – 1645), chết yểu.
4. Can Đồ (干圖, 1624 – 1659), mẹ là Đông Giai thị. Năm 1637 được phong làm Tam đẳng Phụng quốc Tướng quân, sau tấn Nhị đẳng (1647). Năm 1649 tấn Tam đẳng Trấn quốc Tướng quân. 2 năm sau (1651) tấn Phụ quốc công. Sau khi qua đời được truy thụy "Giới Trực" (介直) tức Phụ quốc Giới Trực công. Có 1 con trai.
  - Đích thê: Nữu Hỗ Lộc thị, con gái Thượng thư Xa Nhĩ Cách (车尔格) – con trai Ngạch Diệc Đô.
  - Trưởng tử: Xước Khắc Thác (綽克托, 1658 – 1663), chết yểu.
5. Phạm Đồ (範圖, 1627 – 1648), mẹ là Đông Giai thị. Năm 1645 được phong làm Phụng ân Tướng quân. Sau khi qua đời được truy phong Phụ quốc Tướng quân, thụy "Hoài Nghĩa" (怀义) tức Phụ quốc Hoài Nghĩa Tướng quân. 
  - Đích thê: Đông giai thị, con gái Khinh xa đô úy Ông Khắc Nghi (翁克宜).
  - Hậu duệ:
    1. Pháp Khách (法喀, 1640 – 1708), năm 1652 được phong Tam đẳng Phụ quốc Tướng quân, sau bị hàng làm Phụng quốc Tướng quân (1660).
    2. Pháp Phục Lễ (法復禮, 1642 – 1709), năm 1652 được phong Tam đẳng Phụ quốc Tướng quân. Năm 1695 bị cách thối.
6. Củng An (鞏安, 1629 – 1682), mẹ là Đông Giai thị. Chính Lam kỳ đệ thập tộc. Năm 1646 được phong Phụng ân Tướng quân. Năm 1648 tập Tam đẳng Trấn quốc Tướng quân. 1 năm sau (1649) tấn Phụ quốc công.
  - Thê thiếp:
    - Đích thê: Kỳ Lộc thị, con gái Tề Mặc Khắc (齐默克).
    - Kế thê: Nạp Lạt thị, con gái Hộ quân Tham lĩnh Bính Đồ (炳图).

  - Hậu duệ:
    1. Thông An (通安, 1652 – 1655), chết yểu.
    2. Đồ Tát (圖薩, 1654 – 1707), năm 1668 được phong Phụ quốc Tướng quân sau bị cách tước (1695). Có 10 con trai.
    3. Ba Cáp Mục (巴哈穆, 1656 – 1711), năm 1670 được phong Phụ quốc Tướng quân. Có 10 con trai.
7. Hạo Thiện (灝善, 1634 – 1706), mẹ là Đông Giai thị. Chính Lam kỳ đệ nhất tộc. Năm 1649 được phong Tam đẳng Trấn quốc Tướng quân. 2 năm sau (1651) tấn Phụ quốc công.
  - Đích thê: Qua Nhĩ Giai thị, con gái Bố Nhan (布颜).
  - Hậu duệ:
    1. Phật Cách (佛格, 1656 – 1732), năm 1670 được phong Tam đẳng Phụ quốc Tướng quân, sau bị cách thối (1695). Từng nhậm Nội các Đại học sĩ, Hình bộ Thượng thư, Đô thống Hán quân Tương Bạch kỳ. Năm 1724, tháng 8, phong Trấn quốc Tướng quân, tháng 12 cách tước. Có 7 con trai.
    2. Bảo Cách (保格, 1661 – 1734), năm 1678 được phong Tam đẳng Thị vệ, sau bị cách thối (1704). Năm 1724 được phong Phụng ân Tướng quân, nhậm chức Tông học Tổng quản[6][7]. Có 9 con trai.
    3. Thiện Phúc (善福, 1664 – 1734), năm 1676 được phong Tam đẳng Phụ quốc Tướng quân. Năm 1684 nhậm Nhị đẳng Thị vệ. Năm 1724 nhậm chức Tông học Tổng quản. Có 6 con trai.
    4. Thượng Lộc (尙祿, 1664 – 1743), năm 1678 được phong Tam đẳng Phụ quốc Tướng quân. Năm 1684 nhậm Nhị đẳng Thị vệ. Năm 1695 cáo thối Phụ quốc Tướng quân. Có 6 con trai.
    5. Mã Tích Lễ (瑪錫禮, 1666 – 1741), năm 1670 được phong Tam đẳng Phụ quốc Tướng quân. Có 9 con trai.
    6. Thượng Tân Bảo (尙新保, 1666 – 1667), chết yểu.
    7. Tát Mục Đương (薩穆當, 1667 – 1744), năm 1681 được phong Tam đẳng Phụ quốc Tướng quân. Năm 1735 cáo thối Phụ quốc Tướng quân.

Ngoài ra, A Bái còn có 9 người con gái, trong đó người con gái thứ 6, 8 và 9 chết yểu không rõ thông tin
| # | Sinh | Mất  | Mẹ                             | Hôn phối                                                                                |
| - | ---- | ---- | ------------------------------ | --------------------------------------------------------------------------------------- |
| 1 | 1605 | 1667 | Đích Phúc tấn Tha Tháp Lạp thị | Tam đẳng bá Đông Dưỡng Tính, em họ của Đông Dưỡng Chân                                  |
| 2 | 1609 | 1669 | Đích Phúc tấn Tha Tháp Lạp thị | Thần Thái (hay Trần Thái), con trai của Xa Nhĩ Cách – con trai thứ ba của Ngạch Diệc Đô |
| 3 | 1610 | 1688 | Đích Phúc tấn Tha Tháp Lạp thị | Đổng Ngạc thị Tích Ba (錫巴)                                                            |
| 4 | 1618 | 1658 | Đích Phúc tấn Tha Tháp Lạp thị | Tử tước La Tích (羅錫) họ Y Nhĩ Căn Giác La                                             |
| 5 | 1626 | 1644 | Kế Phúc tấn Đông Giai thị      | Đô thống Chuẩn Tháp (准塔) họ Y Nhĩ Căn Giác La                                         |
| 7 | 1635 | 1687 | Kế Phúc tấn Đông Giai thị      | Khinh xa Đô úy Ngạch Nghi Đồ (額宜圖) họ Thư Mục Lộc                                    |